# Sonstige Einkünfte (Deutschland)
Die sonstigen Einkünfte gehören in Deutschland zu den in § 2 Abs. 1 EStG genannten sieben Einkunftsarten und zählen zu den Überschusseinkünften. Gesetzliche Grundlage der sonstigen Einkünfte sind § 22 und § 23 EStG.

## Beispiele für sonstige Einkünfte

### Einkünfte aus wiederkehrenden Bezügen
Hierunter fallen vor allem Einkünfte aus Renten.

### Einkünfte aus Unterhaltsleistungen
Einkünfte aus Unterhaltsleistungen (§ 22 Nr. 1a EStG), soweit sie der Leistende als Sonderausgaben geltend macht.
Die Verknüpfung zu den in § 10 EStG genannten Sonderausgaben stellt klar, dass keineswegs alle Unterhaltsleistungen steuerpflichtig sind. § 10 Abs. 1a Nr. 1 EStG erfasst vielmehr nur solche Unterhaltsleistungen, die ein Ehegatte als Trennungsunterhalt erbringt, und die er mit Zustimmung des Empfängers als Sonderausgaben geltend macht. Erst durch diese Zustimmung führt der Empfänger also seine eigene Steuerpflicht nach § 22 Nr. 1a EStG herbei, was er nur tun wird, wenn ihm der Ausgleich der entstehenden steuerlichen Belastung zugesagt ist.

### Einkünfte aus privaten Veräußerungsgeschäften
Private Veräußerungsgeschäfte werden im § 23 EStG geregelt. Der Wertpapierverkauf fällt ab 2009 nicht mehr hierunter, der Verkauf von Grundstücken und anderen Wirtschaftsgütern (Kunst, Edelmetalle, Schmuck etc.) kann aber nach wie vor eine Steuerzahlung auslösen. Gegenstände des täglichen Gebrauchs sind von der Besteuerung ausgenommen. Ab 2024 gilt eine Freigrenze von 1000 Euro.

### Andere Einkünfte
Im § 22 Nr. 3 EStG werden Einkünfte aus Leistungen, welche keiner anderen Einkunftsart zugerechnet werden können, geregelt. Ein typisches Beispiel ist die gelegentliche (Versicherungs)Vermittlung.
Verluste aus diesen Geschäften sind nicht mit anderen Einkünften verrechenbar, sie können nur mit Gewinnen derselben Art verrechnet werden. Auch erfasst § 22 Nr. 3 EStG die Vermietung beweglicher Gegenstände. Typisches Beispiel ist die Vermietung eines Kraftfahrzeuges durch einen Privatmann, da die Einkunftsart Vermietung und Verpachtung die Vermietung von Mobilien nicht erfasst.
Bis zu einem Betrag von weniger als 256 Euro im Kalenderjahr sind die Einkünfte nicht steuerpflichtig. Das ist eine Freigrenze, das heißt, bei Einkünften ab 256 Euro im Kalenderjahr muss der komplette Betrag versteuert werden.

### Abgeordnetenbezüge
Im § 22 Nr. 4 EStG ist die Versteuerung der Abgeordnetenbezüge aufgenommen. Die Regelung gilt sowohl für Zahlungen nach dem Abgeordnetengesetz und der entsprechenden Gesetze der Länder als auch für Mitglieder des Europaparlaments. Ihnen steht der Versorgungsfreibetrag nach § 19 Abs. 2 Satz 3 EStG zu.

### Sonstige Renten
Riester-Renten, Leistungen aus Pensionsfonds, Pensionskassen und Direktversicherungen werden nach § 22 Nr. 5 EStG versteuert. Im Gegensatz zu gesetzlichen Renten wird hier kein prozentual ermittelter steuerfreier Betrag abgezogen. Wie bei den wiederkehrenden Bezügen werden auch bei diesen Renten pauschal 102 Euro Werbungskosten abgezogen.